# أولاد عمرو
اولاد عمرو هي إحدى القرى التابعة لقري مركز قنا في محافظة قنا في جمهورية مصر العربية. حسب إحصاءات سنة 2006، بلغ إجمالي السكان في أولاد عمرو 20795 نسمة، منهم 10449 رجل و10346 امرأة.